# Lucas Olaza
Lucas René Olaza Catrofe (Salto, 21 de Julho de 1994) é um futebolista uruguaio que atua como lateral-esquerdo. Defende atualmente o Krasnodar.

## Carreira

### River Plate
Revelação das categorias de base do River Plate, Olaza estreou profissionalmente na derrota fora de casa por 3 a 2 para o Nacional. Despertou interesse de gigantes do país, como Nacional e Peñarol. Também foi sondado no Atlético de Madrid, da Espanha.

### Atlético Paranaense
Em 7 de janeiro de 2014, o Atlético Paranaense anunciou a contratação de Lucas Olaza.

## Estatísticas
Até 28 de outubro de 2018.

### Clubes
| Clube               | Temporada         | Campeonato nacional | Campeonato nacional | Campeonato nacional | Copa nacional[a] | Copa nacional[a] | Copa nacional[a] | Competições continentais[b] | Competições continentais[b] | Competições continentais[b] | Outros torneios[c] | Outros torneios[c] | Outros torneios[c] | Total | Total | Total   |
| Clube               | Temporada         | Jogos               | Gols                | Assist.             | Jogos            | Gols             | Assist.          | Jogos                       | Gols                        | Assist.                     | Jogos              | Gols               | Assist.            | Jogos | Gols  | Assist. |
| ------------------- | ----------------- | ------------------- | ------------------- | ------------------- | ---------------- | ---------------- | ---------------- | --------------------------- | --------------------------- | --------------------------- | ------------------ | ------------------ | ------------------ | ----- | ----- | ------- |
| River Plate         | 2011–12           | 1                   | 0                   | 0                   | —                | —                | —                | —                           | —                           | —                           | —                  | —                  | —                  | 1     | 0     | 0       |
| River Plate         | 2012–13           | 15                  | 1                   | 5                   | —                | —                | —                | —                           | —                           | —                           | —                  | —                  | —                  | 15    | 1     | 5       |
| River Plate         | 2013–14           | 15                  | 6                   | 0                   | —                | —                | —                | 4                           | 0                           | 0                           | —                  | —                  | —                  | 19    | 6     | 0       |
| River Plate         | Total             | 31                  | 7                   | 5                   | 0                | 0                | 0                | 4                           | 0                           | 0                           | 0                  | 0                  | 0                  | 35    | 7     | 5       |
| Atlético Paranaense | 2014              | 6                   | 0                   | 1                   | —                | —                | —                | —                           | —                           | —                           | 4                  | 0                  | 0                  | 10    | 0     | 1       |
| Atlético Paranaense | 2015              | —                   | —                   | —                   | 1                | 0                | 0                | —                           | —                           | —                           | 7                  | 0                  | 0                  | 8     | 0     | 0       |
| Atlético Paranaense | Total             | 6                   | 0                   | 1                   | 1                | 0                | 0                | 0                           | 0                           | 0                           | 11                 | 0                  | 0                  | 18    | 0     | 1       |
| Celta de Vigo       | 2015–16           | 24                  | 0                   | 0                   | —                | —                | —                | —                           | —                           | —                           | —                  | —                  | —                  | 24    | 0     | 0       |
| Celta de Vigo       | Total             | 24                  | 0                   | 0                   | 0                | 0                | 0                | 0                           | 0                           | 0                           | 0                  | 0                  | 0                  | 24    | 0     | 0       |
| Danubio             | 2016              | 5                   | 0                   | 1                   | —                | —                | —                | —                           | —                           | —                           | —                  | —                  | —                  | 5     | 0     | 1       |
| Danubio             | 2017              | 22                  | 6                   | 1                   | —                | —                | —                | 2                           | 2                           | 0                           | —                  | —                  | —                  | 24    | 8     | 1       |
| Danubio             | Total             | 27                  | 6                   | 2                   | 0                | 0                | 0                | 2                           | 2                           | 0                           | 0                  | 0                  | 0                  | 29    | 8     | 2       |
| Talleres            | 2017–18           | 24                  | 4                   | 1                   | 0                | 0                | 0                | —                           | —                           | —                           | 2                  | 0                  | 0                  | 26    | 4     | 1       |
| Talleres            | Total             | 24                  | 4                   | 1                   | 0                | 0                | 0                | 0                           | 0                           | 0                           | 2                  | 0                  | 0                  | 26    | 4     | 1       |
| Boca Juniors        | 2018–19           | 3                   | 0                   | 0                   | 1                | 0                | 0                | 4                           | 0                           | 0                           | 1                  | 0                  | 0                  | 9     | 0     | 0       |
| Boca Juniors        | Total             | 3                   | 0                   | 0                   | 1                | 0                | 0                | 4                           | 0                           | 0                           | 1                  | 0                  | 0                  | 9     | 0     | 0       |
| Total na carreira   | Total na carreira | 115                 | 17                  | 9                   | 2                | 0                | 0                | 10                          | 2                           | 0                           | 14                 | 0                  | 0                  | 141   | 19    | 9       |

- a. ^ Jogos da Copa do Brasil e Copa Argentina
- b. ^ Jogos da Copa Sul-Americana e Copa Libertadores da América
- c. ^ Jogos do Campeonato Paranaense, Torneos de Verano e Troféu Joan Gamper

## Títulos
River Plate
- Torneo Preparación: 2012
- Copa Integración: 2012